# Bisdom Mossoró
Het bisdom Mossoró (Latijn: Dioecesis Mossorensis) is een rooms-katholiek bisdom met als zetel Mossoró, in Brazilië. Het bisdom is suffragaan aan het aartsbisdom Natal.

## Geschiedenis
Het bisdom werd opgericht op 28 juli 1934, uit delen van het bisdom Natal, en was suffragaan aan het aartsbisdom Paraíba. Op 16 februari 1952 wisselde het van kerkprovincie en werd suffragaan aan het nieuw verheven aartsbisdom Natal. 

## Parochies
Het bisdom had in 2021 een oppervlakte van 18.832 km2 en telde 830.160 inwoners waarvan 80,0% rooms-katholiek was.

## Bisschoppen
- Jaime de Barros Câmara (19 december 1935 - 15 september 1941)
- João Batista Portocarrero Costa (31 juli 1943 - 3 juli 1953)
- Elizeu Simões Mendes (19 september 1953 - 17 oktober 1959)
- Gentil Diniz Barreto (11 juni 1960 - 14 maart 1984)
- José Freire de Oliveira Neto (14 maart 1984 - 15 juni 2004; coadjutor sinds 21 mei 1979, hulpbisschop sinds 3 november 1973)
- Mariano Manzana (15 juni 2004 - heden)

Natal (aartsbisdom) · Caicó · Mossoró